# 595 (numero)
Cinquecentonovantacinque (595) è il numero naturale dopo il 594 e prima del 596.

## Proprietà matematiche
- È un numero dispari.
- È un numero composto da 8 divisori: 1, 5, 7, 17, 35, 85, 119, 595. Poiché la somma dei suoi divisori (escluso il numero stesso) è 269 < 595, è un numero difettivo.
- È un numero sfenico.
- È un numero palindromo e un numero ondulante nel sistema numerico decimale.
- È un numero triangolare, 30-gonale e 61-gonale.
- È un numero odioso.
- È un numero intero privo di quadrati.
- È parte delle terne pitagoriche (204, 595, 629), (468, 595, 757), (595, 600, 845), (595, 924, 1099), (595, 1428, 1547), (595, 2040, 2115), (595, 3588, 3637), (595, 5040, 5075),  (595, 7068, 7093), (595, 10404, 10421), (595, 25284, 25291), (595, 35400, 35405), (595, 177012, 177013).

## Altri ambiti
- 595 Polyxena è un asteroide della fascia principale del sistema solare.
- NGC 595 è una nebulosa diffusa della costellazione del Triangolo.

## Astronautica
- Cosmos 595 è un satellite artificiale russo.